# Алустон-ЮБК
«Алустон-ЮБК» — крымский футбольный клуб из города Алушта. Клуб был основан в 2015 году в Феодосии.
В сезоне 2015/16 «Кафа» приняла участие в первом розыгрыше Премьер-лиги Крымского футбольного союза. По итогам сезона 2017/18 клуб выбыл из Премьер-лиги в Открытый чемпионат Крыма. В сезоне 2018/19 стал победителем открытого чемпионата и спустя год вернулся в Премьер-лигу КФС, где в дальнейшем играл как «Фаворит-ВД-Кафа».
С 2021 года команда была известна под названием «Алустон-ЮБК» и выступала в Алуште, куда её перевезли новые собственники. Домашним стадионом являлся Федеральный тренировочный центр «Крымский» (ранее — стадион «Спартак»). В 2023 году клуб был расформирован.

## Названия
- Голеадор (февраль — июль 2015)
- Кафа (июль 2015 — август 2018)
- Фаворит-ВД-Кафа (август 2018 — август 2021)
- Алустон-ЮБК (август 2021 — ноябрь 2023)

## История

### Феодосийский период
Клуб был основан в феврале 2015 года под названием «Голеадор». Под руководством президента Владимира Кораблева, одновременно возглавляющего Федерацию футбола Феодосии, команда была заявлена для участия во Всекрымском турнире. Соревнование стало подготовительным этапом перед стартом Премьер-лиги Крымского футбольного союза. Спонсором клуба выступил Российский национальный коммерческий банк, который приобрёл для команды форму за 400 тысяч рублей. Под руководством Энвера Султанова феодосийские футболисты по итогам девяти матчей заняли четвёртое место. В Кубке Крыма 2015 года команда уступила в четвертьфинале «ТСК-Таврии» со счётом 8:1 по сумме двух матчей.
В июле 2015 года клуб был переименован в «Кафу» и заявлен для участия в первом розыгрыше Премьер-лиги КФС сезона 2015/16, имеющей профессиональный статус. Новым главным тренером стал Анатолий Скворцов. Исходя из небольших финансовых средств Скворцов комлектовал состав «исключительно неженатыми ребятами, которые согласны были терпеть, а не устраивать революции через интернет после первой задержки зарплаты». Первая игра на новом уровне прошла против керченского «Океана» и завершилась нулевой ничьей. В межсезонье феодосийцы встречались с российскими командами «Сокол» (2:3) и «Арсенал-2» (2:0). После окончания первой половины турнира команду покинул её лидер Сергей Чеботарёв, перебравшийся в команду «Зугдиди» из чемпионата Грузии. В общей сложности команду покинуло 7 игроков, а на их место было заявлено 10 новичков.
Весной 2016 года, после ареста городской администрации Феодосии Дмитрия Щепеткова по делу о коррупции, главный тренер Анатолий Скворцов сообщил, что у клуба начались финансовые проблемы, а игроки не получают зарплату в течение трёх месяцев. Задолженность клуба перед футболистами составила порядка 4 млн рублей. Несмотря на это команда успешно выполнила предсезонную задачу войти в шестёрку, заняв по итогам сезона шестое строчку в турнирной таблице, избежав матчей за выживание.

Новый глава администрации города Станислав Крысин заверил президента КФС Юрия Ветоху в том, что команда продолжит существование. Летом 2016 года клуб покинуло большинство футболистов футболистов (17 человек), включая капитана Максима Шоркина, перешедшего в московское «Торпедо». Из старого состава в команде осталось 7 человек к которым присоединились ещё 10 новых игроков. В октябре 2016 года вратарь «Кафы» Давид Гиголаев был дисквалифицирован на шесть матчей за то, что толкнул арбитра Юрия Волкова в матче против «Океана». Тем не менее позднее дисквалификация была заменена на штраф в размере 10 тысяч рублей. В следующем месяце Давид Гиголаев и Иззет Билялов были дисквалифицированы на четыре и три игры соответственно, а также оштрафованы на 5000 рублей за нецензурную ругань в адрес судьи после матча с ялтинским «Рубином».
На открытом зимнем кубке КФС 2017 года «Кафа» заняла предпоследнее пятое место в группе «В». Всего в межсезонье в клуб пришло 13 новичков при 7 убывших футболистах. Благодаря победе в последней игре чемпионата над ялтинским «Рубином» (3:2) команда вновь заняла шестое место, сохранив место в Премьер-лиге. По ходу сезона глава администрации города Станислав Крысин пообещал клубу средства в размере 10 млн рублей, но в итоге на счёт «Кафы» не поступили.
Накануне старта сезона 2017/18 «Кафа» заявила 19 футболистов, 13 из которых являлись новичками. В сентябре 2017 года с поста главного тренера ушёл Анатолий Скворцов, вслед за которым команду покинуло ряд футболистов. В оставшихся матчах временно исполняющим обязанности главного тренера был назначен Александр Исаев, ассистентом которого стал капитан «Кафы» Денис Головещенко. После этого за команду выступали только местные игроки не получавшие заработной платы, а клуб, по словам спортивного директора Энвера Султанова, превратился в любительский.
В феврале 2018 года новым тренером был назначен 65-летний Владимир Ходус. На зимнем кубке КФС 2018 года «Кафа» заняла второе место в группе «А». В Премьер-лиге Крыма феодосийцы в итоге финишировали предпоследними, получив право сыграть в стыковых матчах. Соперником клуба стал ялтинский «Инкомспорт-Авангард», который дважды обыграл феодосийцев — 2:1 и 3:2, тем самым отправив «Кафу» в Открытый чемпионат Крыма.
Перед стартом сезона 2018/19 клуб стал называться «Фаворит-ВД-Кафа» в честь нового спонсора. Под руководством Дениса Головещенко клуб завоевал золотые медали турнира, выиграв 25 из 29 матчей, что позволило клубу вернутся в Премьер-лигу Крыма. Андрей Филиппов при этом был признан лучшим защитником турнира.

Летом 2019 года команду возглавил Юрий Гетиков, а в январе 2020 года его сменил Олег Лещинский. После перерыва, связанного с пандемией COVID-19, в июне 2020 года у руля «Фаворит-ВД-Кафы» встал Валерий Есипов. На момент прибытия в Феодосию Есипова в команде оставалось 7 футболистов. В начале июля стало известно, что команду покинуло 15, вместо которых было заявлено 7 игроков. Несмотря на худшую разницу забитых и пропущенных голов (31 мяч) команда сумела занять предпоследнее место, позволившее феодосийцам принять участие переходных матчах. Противостояние с севастопольским «Черноморцем» осталось за командой из Феодосии — 2:1 и 3:2.
Перед стартом сезона 2020/21 на тренерском мостике клуба вновь произошли изменения и новым наставником коллектива стал Эвальд Фролов. Из прежнего состава команды осталось 9 футболистов к которым добавилось 7 новых игроков. Первый официальный матч подопечные Фролова завершили победой над бахчисарайским «Кызылташем» (0:2). Тем не менее к концу первой половины турнира команда шла на последнем восьмом месте. Тренером накануне начала весенней части турнира был назначен Георгий Моцонелидзе, до этого работавший с детским командами Москвы. При этом опять произошло кардинальное изменение состава клуба, откуда убыло 13 игроков и прибыло 15 новичков. По словам пресс-атташе команды Александра Глущенко базовая ставка футболиста в этот период составляла 30 тысяч, однако при этом лидер феодосийской команды Александр Козлов получал до 170 тысяч рублей. Завершила сезон «Фаворит-ВД-Кафа» на последнем восьмом месте, находясь там с 9 тура.

### Алуштинский период
Тем не менее вылета команде удалось избежать благодаря с снятию с турнира молодёжненской «Крымтеплицы». Пришедшее ещё зимой 2021 года новое руководство клуба приняло решение перебазировать клуб в Алушту, где её домашним стадионом стал Федеральный тренировочный центр «Крымский». Кроме места базирования сменилось и название команды, которая теперь стала выступать как «Алустон-ЮБК». Главным тренером был назначен 47-летний Султан Тазабаев, а состав команды был укомплектован 21 футболистом.
Дебютный матч в Премьер-лиге КФС «Алустон-ЮБК» провёл на выезде против симферопольской «ТСК-Таврии» (0:0). Перед 4-м туром ушёл из клуба Тазабаев, принявший предложение красноярского «Енисея» из ФНЛ. На матч против «Севастополя» команду выводил спортивный директор Илес Цацаев. В сентябре 2021 года главным тренером был назначен 43-летний Вячеслав Беляев, которого в ноябре сменил Олег Колесов. По итогам сезона 2021/22 «Алустон-ЮБК» стал бронзовым призёром Премьер-лиги.
После трёх поражений на старте сезона 2022 года Колесов был отправлен в отставку, а ему на смену пришёл Вячеслав Левчук из Белоруссии. К концу сезона началась забастовка футболистов из-за невыплаты им положенной заработной платы, после чего они покинули команду. В таких условиях «Алустон-ЮБК» завершил турнир на предпоследнем месте.
Накануне сезона 2023 года тренером команды стал Сергей Трубицин, ранее возглавлявший бахчисарайский «Кызылташ». Вместе с ним в Алушту переехала группа из пяти игроков к которым присоединились ещё 14 новичков. К середине турнира команда имела 5 побед в 14 матчах, позволившие ей занять пятую строчку в таблице. В летнее межсезонье произошла очередная смена на тренерском мостике. Новым наставником алуштинцев стал Александр Шудрик. Покинул команду лучший бомбардир турнира (15 голов) Илья Юрченко, убывший в кировское «Динамо» из ФНЛ-2. В целом из команды фактически ушёл весь основной состав из 19 человек, вместо которых были набраны молодые исполнители, а средний возраст которых составил 19 лет. По итогам сезона команда заняла пятое место с 22 набранными очками. На матч Кубка КФС 18 ноября 2023 года против «Кызылташа» алуштинцы не явились.
Планировалось, что в следующем сезоне 2024 года команда будет выступать в Лиге Содружества, но в итоге клуб прекратил существование, а в Премьер-лигу КФС была заявлена команда «Алушта-Крымский».

## Главные тренеры
- Султанов Энвер (февраль — июль 2015)
- Скворцов Анатолий (июль 2015 — сентябрь 2017)
- Исаев Александр (сентябрь 2017 — февраль 2018, и. о.)
- Ходус Владимир (февраль — лето 2018)
- Головещенко Денис (лето 2018 — лето 2019)
- Гетиков Юрий (лето 2019 — январь 2020)
- Лещинский Олег (январь — июнь 2020)
- Есипов Валерий (июнь — сентябрь 2020)
- Фролов Эвальд (сентябрь 2020 — январь 2021)
- Моцонелидзе Георгий (февраль — июль 2021)
- Тазабаев Султан (август — сентябрь 2021)
- Цацаев Илес (сентябрь 2021, и. о.)
- Беляев Вячеслав (сентябрь — ноябрь 2021)
- Колесов Олег (ноябрь 2021 — сентябрь 2022)
- Левчук Вячеслав (сентябрь — декабрь 2022)
- Трубицин Сергей (январь — июль 2023)
- Шудрик Александр (июль — ноябрь 2023)

## Достижения
Премьер-лига КФС:
- Третье место: 2021/22

Открытый чемпионат Крыма:
- Первое место: 2018/19

## Статистика
| Лига    | Лига                          | Лига    | Лига | Лига | Лига | Лига | Лига | Лига | Лига | Кубок       |
| Сезон   | Турнир                        | Место   | И    | В    | Н    | П    | ГЗ   | ГП   | О    | Кубок       |
| ------- | ----------------------------- | ------- | ---- | ---- | ---- | ---- | ---- | ---- | ---- | ----------- |
| 2015    | Всекрымский турнир (группа А) | 4 из 10 | 9    | 5    | 0    | 4    | 15   | 14   | 15   | 1/4 финала  |
| 2015/16 | Премьер-лига КФС              | 6 из 8  | 28   | 9    | 6    | 13   | 31   | 45   | 33   | групп. этап |
| 2016/17 | Премьер-лига КФС              | 6 из 8  | 28   | 7    | 8    | 13   | 46   | 49   | 29   | 1/2 финала  |
| 2017/18 | Премьер-лига КФС              | 7 из 8  | 28   | 5    | 2    | 21   | 22   | 74   | 17   | 1/8 финала  |
| 2018/19 | Открытый чемпионат Крыма      | 1 из 19 | 29   | 25   | 2    | 2    | 112  | 26   | 77   |             |
| 2019/20 | Премьер-лига КФС              | 7 из 8  | 28   | 7    | 2    | 19   | 25   | 56   | 23   | 1/4 финала  |
| 2020/21 | Премьер-лига КФС              | 8 из 8  | 28   | 3    | 2    | 23   | 25   | 95   | 11   | 1/4 финала  |
| 2021/22 | Премьер-лига КФС              | 3 из 8  | 28   | 12   | 5    | 11   | 40   | 36   | 41   | 1/4 финала  |
| 2022    | Премьер-лига КФС              | 7 из 8  | 14   | 3    | 1    | 10   | 17   | 35   | 10   | 1/4 финала  |
| 2023    | Премьер-лига КФС              | 5 из 8  | 24   | 6    | 4    | 14   | 31   | 51   | 22   | групп. этап |